# التاريخ الاجتماعي للمملكة المتحدة (1979-الآن)

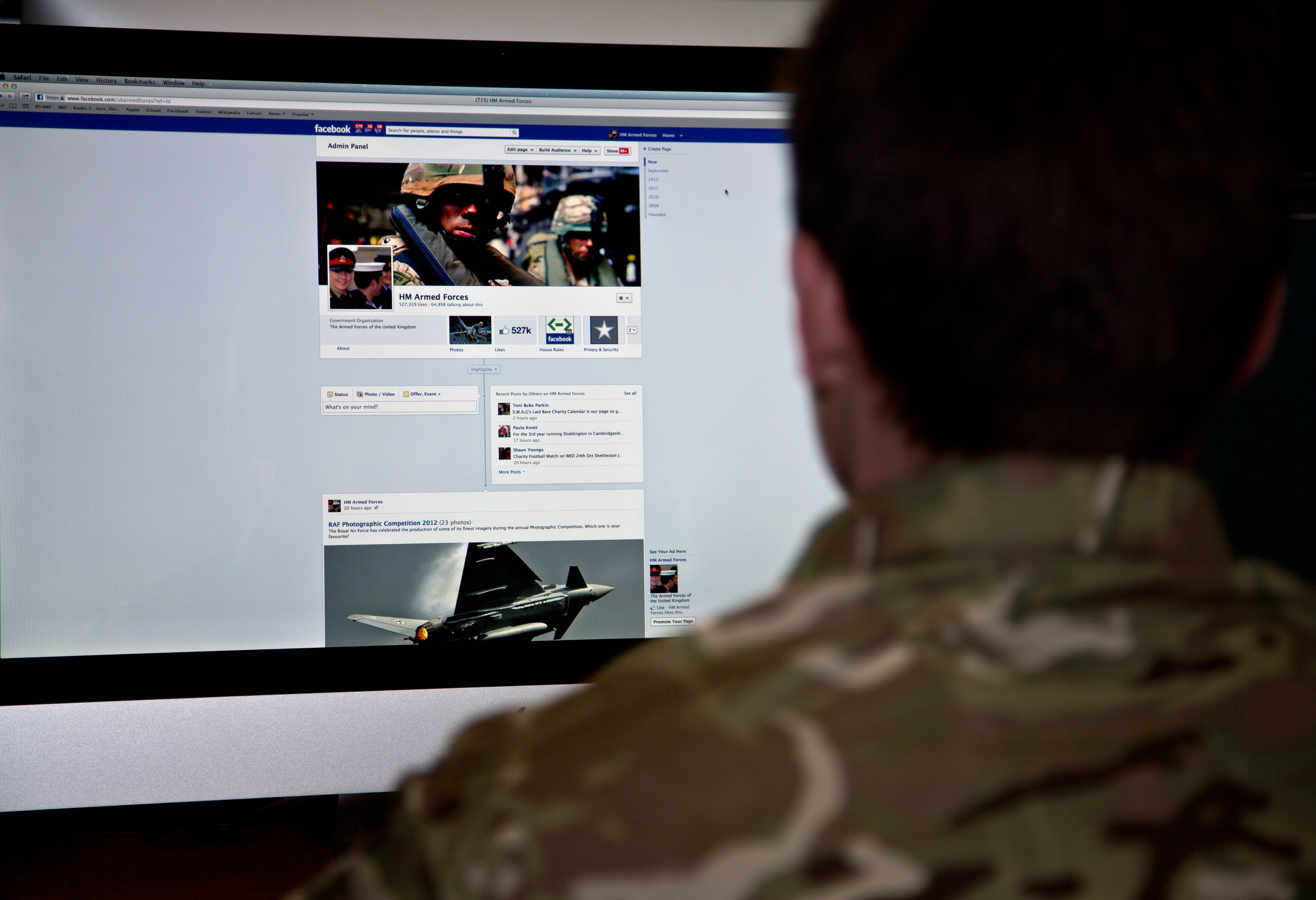

بدأ التاريخ الاجتماعي للمملكة المتحدة (1979 – الوقت الحالي) مع دخول رئيسة الوزراء المحافِظة مارغريت تاتشر (1979 – 1990) الحكومة ورفضها وفاق ما بعد الحرب في ثمانينيات القرن العشرين. خصخصت تاتشر معظم الصناعات المملوكة للدولة وعملت على إضعاف سطوة وتأثير النقابات العمالية. وقبِلت رئاسة حزب العمال الجديد في عهد توني بلير (1997 – 2007) معظم سياسات تاتشر الاقتصادية. أصبح انتقال المِلكية نقاشًا رئيسيًا، في الوقت الذي نالت فيه اسكتلندا وويلز سلطة ذاتية أكبر بعد استفتاءات عُقدت في العام 1997. في العام 2004، عُقد استفتاء على استقلال إسكتلندا، وصوّتت نسبة 55% على البقاء جزءًا من المملكة المتحدة مقابل نسبة 45% رافضة لذلك. صوّتت المملكة المتحدة على مغادرة الاتحاد الأوروبي في استفتاء عام جرى في 23 يونيو 2016 وانسحبت من الاتحاد بعد ذلك بسنوات.

## بريطانيا في عهد تاتشر
مثّلت مارغريت تاتشر القوة السياسية المهيمنة في أواخر القرن العشرين، وعادةً ما تُقارن بتشرتشل وديفيد لويد جورج نظرًا لأجندتها الهادفة إلى التغيير والتي تُعرف باسم «التاتشرية». قادت تاتشر حزب المحافظين من العام 1975 حتى 1990، وشغلت منصب رئيسة  الوزراء من 1979 – 1990. عادةً ما أُطلق عليها تسمية «المرأة الحديدة» لنمط قيادتها وسياساتها غير المهادِنة.
خلُص المحلل السياسي دينيس كافانا إلى أن «حكومة تاتشر أفضت إلى عدد من التغييرات الهائلة التي طالت غالب الطيف السياسي، لدرجة أنها تجاوزت معايير «المعقول» في تأثيرها، وجذريتها، وابتكارها».
طعن حزب العمال بقيادة جيمس كالاهان (رئيس الوزراء من 1976 – 1979) بنتائج الانتخابات العامة للعام 1979 مع تجاوز نسبة البطالة حدّ المليون وميل النقابات العمالية إلى سياسات أكثر عدوانية. استخدم المحافظون بوسترًا دعائيًا كان ذا تأثير كبير صمّمته لهم وكالة الإعلانات ساتشي وساتشي، يُظهِر طابور العاطلين عن العمل ممتدًا إلى ما لا نهاية، ويحمل عنوانًا «العمال لا يعملون» (ومغزى التورية أن «حزب العمل لا يُجدي نفعًا»). حصل المحافظون في الانتخابات العامة للعام 1979 على 43،9% من الأصوات و339 مقعدًا، مقابل 269 لحزب العمال، وهكذا حصدوا أغلبية 43 مقعدًا. اعترت عوامل الضعف حزب العمال بسبب الانحسار طويل الأجل في نسبة العمال اليدويين في جمهور ناخبيه. عادة ما صوّت ضِعف عدد العمال اليدويين لحزب العمال مقابل أولئك المصوتين لحزب المحافظين، ولكن في تلك الانتخابات شكّلوا نسبة 56% من الناخبين. عندما حقق حزب العمال بقيادة هارولد ويلسون فوزًا صعبًا في الانتخابات العامة للعام 1964، كانت نسبة العمال اليدويين المصوّتين للحزب 63%.  إضافة إلى ذلك، بدأ العمال اليدويون يديرون ظهرهم للنقابات العمالية –قد يكون سبب نفورهم ذلك مردّه إلى صعوبات شتاء العام 1978 – 1979. وعلى نقيض ذلك، شددت سياسات المحافظين على مِلكية أوسع للمنازل، وهو ما رفض حزب العمال مجاراته. سجلت تاتشر أفضل أداء انتخابي لها في المناطق التي شهدت قوة اقتصادية نسبية، وأسوأه في المقاطعات التي شهدت انكماشًا اقتصاديًا.

### التاتشرية
خلال عملها رئيسةً للوزراء، نفّذت تاتشر سياسات ركزت على الليبرالية الاقتصادية، باستخدام الشعبوية، والبراغماتية، وهي تكتيات انضوت جميعه تحت تسمية «التاتشرية». طرحت تاتشر سلسلةً من المبادرات السياسية والاقتصادية الرامية إلى الحد من نسبة البطالة المرتفعة والتعامل مع الصعوبات التي عصفت ببريطانيا على إثر ما سُمّي بـ«شتاء السخط» والركود الاقتصادي المستمر. شددت فلسفتها السياسية والسياسات الاقتصادية على رفع القيود (وخصوصًا عن القطاع الخاص)، وأسواق العمل المرِنة، وخصخصة الشركات المملوكة للحكومة، وخفض سلطة وتأثير النقابات العمالية. بسبب الركود ونسبة البطالة المرتفعة، تراجعت شعبية تاتشر في سنواتها الأولى في منصبها حتى العام 1982، قبل عدة أشهر من حرب الفوكلاند. نجم عن انتصارها في الحرب نصر انتخابي تردد صداه في صداه الاقتراع. أُعيد انتخابها في العام 1983 بأغلبية ذات نسبة أكبر.
اعتُبرت عملية الخصخصة إرثًا باقيًا للتاتشرية؛ وقد قبلته فيما بعد وزارة حزب العمال بقيادة توني بلير. تمثلت سياسة تاتشر في خصخصة الشركات المؤممة (مثل شركات الهاتف والفضاء). باعت منازل سكنية حكومية للساكنين، وبشروط ميسرة. أحرزت تلك السياسة بُعدًا انتخابيًا مهمًا في عهد حكومة تاتشر الثانية (1983 – 1987). لم تقتصر تلك السياسة على إلغاء التأميم: فقد كان التطبيق الأشمل للملكية المشتركة هو الركيزة الثانية لسياسة تاتشر. نادت تاتشر بـ«مجتمع المشاريع» في بريطانيا، وخصوصًا عبر تطبيق أوسع للملكية المشتركة، والملكية الفردية للمنازل الحكومية المؤجرة، وتهميش النقابات العمالية، وتوسيع قطاع الرعاية الصحية الخاص. خلّفت هذه السياسات تغييرات جوهرية في جوانب متعددة من المجتمع البريطاني.
أُعيد انتخاب تاتشر لفترة ثالثة في العام 1987. حصل حزب العمال على مكاسب بقيادة نيل كينك، مقارنة بخسارتهم الساحقة في الانتخابات السابقة. في هذه الفترة، لم يلقَ دعم تاتشر لفرض الضريبة على الرأس شعبيةً، ولم يشاطرها أفراد حكومتها أراءها السلبية تجاه الاتحاد الأوروبي. خسرت تاتشر دعم أفراد البرلمان المحافظين واستقالت من منصب رئيس وزراء المملكة المتحدة والأمانة العامة لحزب المحافظين في العام 1990.

### الحركات الاجتماعية
دفعت تاتشر سياسة مناصرة البيئة إلى الواجهة في العام 1988، عندما قدمت بيانًا يحذر من التغيير المناخي. قللت الحركات المناصرة للبيئة في ثمانينيات القرن الماضي من تركيزها على الزراعة الجائرة، ونادت بالزراعة العضوية، وحفظ الريف.
انحسرت الممارسات الدينية البروتستانتية في بريطانيا بشكل ملحوظ في النصف الثاني من القرن العشرين. ولكن حافظت الكاثوليكية (المعضودة بالعوامل الثقافية الأيرلندية) على نفسها، في حين انتشر الإسلام بشكل سريع نتيجة مباشرة للهجرة من آسيا والشرق الأوسط ونسبة المواليد المرتفعة ضمن قطاع المسلمين من السكان الذي ينجبون الكثير من الأولاد. انخفضت بشكل خاص المشاركة في صلوات كنيسة إنجلترا، رغم اتساع قاعدة المترددين على كنيستيّ إيليم وإيه أو جي المشهورتين. وبدا أن حركة «الحفاظ على خصوصية يوم الأحد» قد فقدت بريقها مع بداية القرن الواحد والعشرين.

### التغيرات الاقتصادية

#### الرخاء المنزلي
بين الأعوام 1964 – 1996، تضاعف الدخل لكل شخص، في حين ازدادت بشكل كبير نسبة الملكية لأغراض المنزل المتنوعة. بحلول العام 1996، امتلك ثلثا الأسر سيارة، و82% من الأُسر تدفئة مركزية، وامتلك معظم أفراد الشعب جهاز فيديو، ووجد جهاز حاسوب منزلي لدى واحد من كل خمسة منازل. في العام 1971، لم يكن لدى 9% من المنازل دوش أو حمام خاص، مقارنة بنسبة 1% فقط في العام 1990؛ ويُعزى ذلك بشكل خاص إلى هدم أو تجديد المنازل القديمة التي لم يكن بها تلك المرافق. في العام 1971، لم يكن سوى لدى نسبة 35% من الشعب تدفئة مركزية، في حين كانت لدى نسبة 78% في العام 1990. بحلول العام 1990، كان لدى نسبة 93% من الأسر أجهزة تلفاز ملونة، ولدى 87% هواتف، ولدى 86% غسالات، ولدى 80% ثلاجات، ولدى 60% أجهزة فيديو، ولدى 47% أجهزة مايكرويف. أصبحت استحقاقات العطل أكثر مرونة. في العام 1990، استحقّ 9 من أصل 10 عمال يدويين من ذوي الدوام الكامل أكثر من 4 أسابيع من العطلة المدفوعة في السنة، في حين أنه قبل ذلك بعشرين عامًا، سُمح لنسبة الثلثين الحصول على ثلاثة أسابيع أو أكثر. شهدت فترة ما بعد الحرب كذلك تحسينات ملموسة في ظروف السكن. في العام 1960، لم يكن في 14% من البيوت البريطانية مرحاض داخلي؛ وفي العام 1967 لم تتوفر 22% من البيوت على إمداد المياه الساخنة. رغم ذلك، بحلول التسعينيات من القرن العشرين، فقد توفّرت جميع البيوت تقريبًا على هذه الخدمات إضافة إلى التدفئة المركزية، والتي كانت تُعتبر ترفًا قبل ذلك بعشرين عامًا فقط.